# McLean (Texas)
McLean es un pueblo ubicado en el condado de Gray en el estado estadounidense de Texas. En el Censo de 2010 tenía una población de 778 habitantes y una densidad poblacional de 259,4 personas por km².

## Geografía
McLean se encuentra ubicado en las coordenadas 35°13′56″N 100°36′0″O / 35.23222, -100.60000. Según la Oficina del Censo de los Estados Unidos, McLean tiene una superficie total de 3 km², de la cual 3 km² corresponden a tierra firme y (0%) 0 km² es agua.

## Demografía
Según el censo de 2010, había 778 personas residiendo en McLean. La densidad de población era de 259,4 hab./km². De los 778 habitantes, McLean estaba compuesto por el 93.83% blancos, el 0.9% eran afroamericanos, el 2.19% eran amerindios, el 0.39% eran asiáticos, el 0% eran isleños del Pacífico, el 1.67% eran de otras razas y el 1.03% pertenecían a dos o más razas. Del total de la población el 8.1% eran hispanos o latinos de cualquier raza.